# Al-Malikiya (Baréin)
Al-Malikiya (en árabe: المالكية‎) es una localidad de Baréin, en la gobernación del Norte.

## Demografía
Según estimación 2010 contaba con 16339 habitantes.